# Downieville
Downieville is een gehucht en census-designated place in Sierra County, in het oosten van de Amerikaanse staat Californië. Het dorpje ligt aan de North Yuba River en State Route 49 op een hoogte van 1185 meter. Downieville, dat 282 inwoners telde in 2010, is de county seat of hoofdplaats van het dunvolkte Sierra County.

## Geschiedenis
De plaats werd in 1849 gekoloniseerd tijdens de Californische goldrush. Het dorp heette oorspronkelijk The Forks maar werd daarna hernoemd naar de Schotse majoor William Downie, de eerste burgemeester van Downieville. In mei 1850 waren er 15 hotels en goktenten, 4 bakkerijen en even veel slagerijen. In 1851 woonden er meer dan 5000 mensen in Downieville. Na 1851 verlieten veel goudzoekers het dorp en trokken ze de omliggende bergen in. In het midden van de jaren 1850 was Downieville de op vier na grootste plaats van Californië en in 1853 was het nog een van de kandidaten om de hoofdstad van de nieuwe staat te worden. De bevolking nam daarna wel snel af. Na de goldrush verdwenen veel van de mijnkampen en dorpjes in de Sierra Nevada, maar Downieville is blijven voortbestaan dankzij zijn rol als hoofdplaats van Sierra County, en door de goede geografische ligging aan de North Yuba en de Downie River.
In 1851 vond er een beruchte lynchpartij plaats in Downieville. Een Mexicaanse vrouw werd gelyncht door een menigte omdat ze verdacht werd van de moord op een blanke man. Het voorval is de enige keer dat een zwangere vrouw gelyncht is in de geschiedenis van Californië.
Tegenwoordig staat het gehucht bekend als een bestemming voor liefhebbers van buiten- en avontuursport, zoals kajakken of mountainbiken.